# Palazzo Comunale (Norcia)
Il Palazzo Comunale è la sede del municipio di Norcia.
Si trova a fianco alla Basilica di San Benedetto e si affaccia sulla omonima piazza.
Gravemente danneggiato dal terremoto del 30 ottobre 2016, è attualmente inagibile.

## Storia
Costruito nel secolo XIII, fu restaurato in varie epoche, a causa dei frequenti terremoti. La parte superiore del palazzo acquistò il volto attuale dopo il terremoto del 1859, la prima emergenza nazionale affrontata dal costituendo Regno d'Italia.
La torre campanaria è del 1713, la porta principale della seconda metà del '500 opera di Antonio e Francesco Marinucci, costruttore nursino che intervenne anche nei lavori della Castellina.
Gravemente danneggiata dal terremoto del 30 ottobre 2016, è attualmente inagibile.
L'8 dicembre 2020 la torre civica è stata inaugurata dopo il restauro

## Descrizione
La struttura è rettangolare, con la facciata decorata da un loggiato alla base con archi a tutto sesto, di stile medievale. Infatti il loggiato è la parte più antica, risalente direttamente al XIII secolo. La parte superiore è stata abbellita da cornici di archi a tutto sesto per le finestre, realizzati dopo il 1859. Anche il campanile medievale è frutto di una ricostruzione dopo il terremoto del 1703. La torre campanaria ha un bel portale di accesso, di stampa stampo gotico, e una piccola scalinata di accesso, con agli estremi delle ringhiere due leoni supini di pietra, opera di Domenico Mollaioli (XVIII secolo).
All'interno del palazzo sono di interesse la Sala del Consiglio Maggiore, la Cappella dei Priori, e la sala del reliquiario di San Benedetto.